# Seznam dílů seriálu Revoluce
Toto je seznam dílů seriálu Revoluce.

## Přehled řad
| Řada | Díly | Premiéra v USA | Premiéra v USA  | Premiéra v ČR   | Premiéra v ČR   |
| Řada | Díly | První díl      | Poslední díl    | První díl       | Poslední díl    |
| ---- | ---- | -------------- | --------------- | --------------- | --------------- |
| 1    | 20   | 17. září 2012  | 3. června 2013  | 25. ledna 2014  | 30. března 2014 |
| 2    | 22   | 25. září 2013  | 21. května 2014 | 21. června 2015 | 13. září 2015   |

## Seznam dílů

### První řada (2012–2013)
| Č. v seriálu | Č. v řadě | Původní název                            | Český název                      | Režie                | Scénář                                                 | Premiéra v USA     | Premiéra v ČR   |
| ------------ | --------- | ---------------------------------------- | -------------------------------- | -------------------- | ------------------------------------------------------ | ------------------ | --------------- |
| 1            | 1         | Pilot                                    | Začátek                          | Jon Favreau          | Eric Kripke                                            | 17. září 2012      | 25. ledna 2014  |
| 2            | 2         | Chained Heat                             | Žena na řetězu                   | Charles Beeson       | Eric Kripke                                            | 24. září 2012      | 26. ledna 2014  |
| 3            | 3         | No Quarter                               | Bez milosti                      | Sanford Bookstaver   | Monica Owusu-Breen                                     | 1. října 2012      | 1. února 2014   |
| 4            | 4         | The Plague Dogs                          | Vzteklí psi                      | Felix Alcala         | Anne Cofell Saunders                                   | 8. října 2012      | 2. února 2014   |
| 5            | 5         | Soul Train                               | Vlak do Philadelphie             | Jon Cassar           | Paul Grellong                                          | 15. října 2012     | 8. února 2014   |
| 6            | 6         | Sex and Drugs                            | Sex a drogy                      | Steve Boyum          | David Rambo                                            | 29. října 2012     | 9. února 2014   |
| 7            | 7         | The Children's Crusade                   | Dětská křížová výprava           | Charles Beeson       | Matt Pitts                                             | 5. listopadu 2012  | 15. února 2014  |
| 8            | 8         | Ties That Bind                           | Pevné pouto                      | Guy Bee              | David Rambo a Melissa Glenn                            | 12. listopadu 2012 | 16. února 2014  |
| 9            | 9         | Kashmir                                  | Kašmír                           | Charles Beeson       | Jim Barnes                                             | 19. listopadu 2012 | 22. února 2014  |
| 10           | 10        | Nobody's Fault But Mine                  | Je to jen moje chyba             | Frederick E. O. Toye | Monica Owusu-Breen a Matt Pitts                        | 26. listopadu 2012 | 23. února 2014  |
| 11           | 11        | The Stand                                | Boj                              | Steve Boyum          | Anne Cofell Saunders a Paul Grellong                   | 25. března 2013    | 1. března 2014  |
| 12           | 12        | Ghosts                                   | Duchové                          | Miguel Sapochnik     | David Rambo a Melissa Glenn                            | 1. dubna 2013      | 2. března 2014  |
| 13           | 13        | The Song Remains the Same                | Píseň zůstává stejná             | John F. Showalter    | Monica Owusu-Breen a Matt Pitts                        | 8. dubna 2013      | 8. března 2014  |
| 14           | 14        | The Night the Lights Went Out in Georgia | Noc, kdy v Georgii zhasla světla | Nick Copus           | Paul Grellong                                          | 22. dubna 2013     | 9. března 2014  |
| 15           | 15        | Home                                     | Domov                            | Jon Cassar           | David Rambo                                            | 29. dubna 2013     | 15. března 2014 |
| 16           | 16        | The Love Boat                            | Loď lásky                        | Charles Beeson       | Melissa Glenn                                          | 6. května 2013     | 16. března 2014 |
| 17           | 17        | The Longest Day                          | Nejdelší den                     | Steve Boyum          | Anne Cofell Saunders                                   | 13. května 2013    | 22. března 2014 |
| 18           | 18        | Clue                                     | Stopa                            | Helen Shaver         | námět: Oanh Ly scénář: Paul Grellong a Oanh Ly         | 20. května 2013    | 23. března 2014 |
| 19           | 19        | Children of Men                          | Potomci lidí                     | Frederick E. O. Toye | David Rambo a Jim Barnes                               | 27. května 2013    | 29. března 2014 |
| 20           | 20        | The Dark Tower                           | Temná věž                        | Charles Beeson       | námět: Eric Kripke scénář: Eric Kripke a Paul Grellong | 3. června 2013     | 30. března 2014 |

### Druhá řada (2013–2014)
| Č. v seriálu | Č. v řadě | Původní název               | Český název                 | Režie                | Scénář                                                                   | Premiéra v USA     | Premiéra v ČR     |
| ------------ | --------- | --------------------------- | --------------------------- | -------------------- | ------------------------------------------------------------------------ | ------------------ | ----------------- |
| 21           | 1         | Born in the U.S.A.          | Narozeni v USA              | Steve Boyum          | Eric Kripke                                                              | 25. září 2013      | 21. června 2015   |
| 22           | 2         | There Will Be Blood         | Až na krev                  | Phil Sgriccia        | Paul Grellong                                                            | 2. října 2013      | 28. června 2015   |
| 23           | 3         | Love Story                  | Milostný příběh             | Helen Shaver         | David Rambo                                                              | 9. října 2013      | 28. června 2015   |
| 24           | 4         | Patriot Games               | Vysoká hra patriotů         | Charles Beeson       | námět: Anne Cofell Saunders scénář: Anne Cofell Saunders a Paul Grellong | 16. října 2013     | 5. července 2015  |
| 25           | 5         | One Riot, One Ranger        | Jedna vzpoura, jeden ranger | Frederick E. O. Toye | David Rambo a Ben Edlund                                                 | 23. října 2013     | 5. července 2015  |
| 26           | 6         | Dead Man Walking            | Mrtvý muž přichází          | Steve Boyum          | námět: Trey Callaway scénář: Trey Callaway a Paul Grellong               | 30. října 2013     | 12. července 2015 |
| 27           | 7         | The Patriot Act             | Vlastenecký čín             | Omar Madha           | Anne Cofell Saunders a Matt Pitts                                        | 6. listopadu 2013  | 12. července 2015 |
| 28           | 8         | Come Blow Your Horn         | Pan Horn                    | Charles Beeson       | Rockne S. O'Bannon                                                       | 13. listopadu 2013 | 19. července 2015 |
| 29           | 9         | Everyone Says I Love You    | Všichni říkají, miluji tě   | Steve Boyum          | Trey Callaway a Paul Grellong                                            | 20. listopadu 2013 | 19. července 2015 |
| 30           | 10        | The Three Amigos            | Tři amigos                  | Charles Beeson       | David Rambo a Anne Cofell Saunders                                       | 8. ledna 2014      | 26. července 2015 |
| 31           | 11        | Mis Dos Padres              | Syn dvou otců               | Michael Offer        | Rockne S. O'Bannon a Ben Edlund                                          | 15. ledna 2014     | 26. července 2015 |
| 32           | 12        | Captain Trips               | Epidemie                    | Steve Boyum          | Paul Grellong a Jim Barnes                                               | 22. ledna 2014     | 2. srpna 2015     |
| 33           | 13        | Happy Endings               | Šťastné konce               | Ernest Dickerson     | David Rambo a Trey Callaway                                              | 29. ledna 2014     | 2. srpna 2015     |
| 34           | 14        | Fear and Loathing           | Strach a hnus v New Vegas   | Liz Friedlander      | Anne Cofell Saunders a Matt Pitts                                        | 26. února 2014     | 9. srpna 2015     |
| 35           | 15        | Dreamcatcher                | Pavučina snů                | Roxann Dawson        | Ben Edlund a Paul Grellong                                               | 5. března 2014     | 9. srpna 2015     |
| 36           | 16        | Exposition Boulevard        | Výstavní třída              | Nick Copus           | David Rambo a Trey Callaway                                              | 12. března 2014    | 16. srpna 2015    |
| 37           | 17        | Why We Fight                | Proč bojujeme               | Frederick E. O. Toye | Rockne S. O'Bannon                                                       | 19. března 2014    | 23. srpna 2015    |
| 38           | 18        | Austin City Limits          | V Austinu                   | Helen Shaver         | Paul Grellong a Jim Barnes                                               | 2. dubna 2014      | 23. srpna 2015    |
| 39           | 19        | $#!& Happens                | Den blbec                   | John F. Showalter    | Anne Cofell Saunders a David Reed                                        | 30. dubna 2014     | 6. září 2015      |
| 40           | 20        | Tomorrowland                | Země zítřka                 | David Boyd           | Trey Callaway a Ryan Parrott                                             | 7. května 2014     | 6. září 2015      |
| 41           | 21        | Memorial Day                | Den obětí války             | John F. Showalter    | David Rambo a Ben Edlund                                                 | 14. května 2014    | 13. září 2015     |
| 42           | 22        | Declaration of Independence | Vyhlášení nezávislosti      | Charles Beeson       | Rockne S. O'Bannon a Paul Grellong                                       | 21. května 2014    | 13. září 2015     |